# اون‌سو
سون جو-یون (کره‌ای: 손주연) که با نام هنری اون‌سو شناخته می‌شود، رقصنده و خواننده اهل کره جنوبی است. او رقصندۀ اصلی گروه دخترانۀ کازمیک گرلز است.